# Nana Alexandria
Nana Alexandria (tiếng Gruzia: ნანა გიორგის ასული ალექსანდრია, Nana Giorgis asuli Aleksandria; sinh ngày 13 tháng 10 năm 1949) là một đại kiện tướng cờ vua nữ người Gruzia (1976) và là Trọng tài cờ vua quốc tế (1995). Bà là người thách đấu trong hai lần cho Giải vô địch cờ vua nữ thế giới. Bà là mẹ của chính trị gia Gruzia Giga Bokeria.